# Longipedia helgolandica
Longipedia helgolandica är en kräftdjursart som beskrevs av Walter Klie 1949. Longipedia helgolandica ingår i släktet Longipedia och familjen Longipediidae. Arten är reproducerande i Sverige. Inga underarter finns listade i Catalogue of Life.